# Lustige Sünder
Lustige Sünder (Originaltitel: Libeled Lady) ist eine US-amerikanische Screwball-Komödie aus dem Jahr 1936 mit einer Starbesetzung, die Jean Harlow, William Powell, Myrna Loy und Spencer Tracy umfasst. Regie führte Jack Conway.

## Handlung
Die überaus verwickelte Handlung beginnt mit dem vergeblichen Versuch der Redaktion der Boulevardzeitung The New York Evening Star, die Druckmaschinen noch zu stoppen, ehe eine erfundene Geschichte über die bekannte Erbin, das Playgirl Connie Allenbury, erscheint – hierin wird diese als Ehemanndiebin bezeichnet. Die Zeitung unter ihrem Chefredakteur Dan Haggarty hat jetzt eine Schadensersatzklage über 5 Millionen US-Dollar wegen Verleumdung am Hals, zumal der Zeitungsbesitzer Hollis Bane und Connies Vater James schon seit Jahrzehnten miteinander verfeindet sind. Zu allem Überfluss bekommt Dan noch Ärger mit seiner Dauerverlobten Gladys, die er wegen der Zwischenfälle zum wiederholten Male direkt vor dem Altar hat warten lassen. Haggarty, dessen Herz bei aller Liebe für Gladys, einem ehemaligen Showgirl mit einem Herz aus Gold, doch stets zuerst für die Zeitung schlägt, versucht alles, um die Klage der Allenbury abzuwenden.
Dabei kommt Dan eine ebenso einfache wie aberwitzige Idee: Der arbeitslose Autor Bill Chandler, ein Lebemann und Frauenheld, soll Gladys zum Schein heiraten, sich dann an Connie Allenbury ranmachen und so die Behauptung, Connie würde anderen Frauen den Ehemann stehlen, mit Tatsachen unterlegen. Die Klage wäre damit grundlos. Tatsächlich schafft es Bill nach einiger Zeit, durch seine Angelküste und seinen Charme das Herz von Connie zu erobern. Dans Plan verkompliziert sich jedoch: Zum einen verliebt sich Gladys nach anfänglichem Zögern in Bill, der sie stets mit Respekt und Achtung behandelt und dabei so ganz anders auftritt als Dan Haggarty. Gleichzeitig verliebt sich jedoch auch Bill aufrichtig in sein „Opfer“ Connie. Gladys ist über darüber enttäuscht und will den Schwindel auffliegen lassen, was auch Dan gelegen käme, da die Klage über fünf Millionen US-Dollar noch immer im Raum steht.
Die Dinge verkomplizieren sich noch zusätzlich, als folgendes rauskommt: Dan ging davon aus, dass Gladys sich hat legal von ihrem ersten Mann in Yucatán scheiden lassen. Deshalb können Bill und Connie auch nicht heiraten, ohne dass Bill der Bigamie schuldig wäre. Wie die Beteiligten jedoch einige Zeit später erfahren, sind Scheidungen, die in Yucatan ausgesprochen wurden, illegal. Connie und Bill sind überglücklich über die Entdeckung, als Gladys, die plötzlich ohne Ehemann und ohne Aussicht auf eine baldige Ehe mit Dan da steht, alle überrascht. Sie hat sich tatsächlich noch einmal in Reno scheiden lassen und ist somit tatsächlich legal mit Bill Chandler verheiratet. Schließlich bereden die Frauen allerdings untereinander eine Lösung und Dan gewinnt die Liebe von Gladys zurück, als er sich eine kleine Prügelei mit Bill wegen Gladys liefert. Die Millionenklage wird fallen gelassen, am Ende liegen sich Dan und Gladys sowie Bill und Connie in den Armen.

## Hintergrund
Jean Harlow war Mitte 1932 nach einer unbefriedigenden ersten Karriere unter Vertrag bei Howard Hughes zu MGM gewechselt. Das Studio baute die Schauspielerin, die für ihre platinblonden Haare berühmt war, rasch zu einem seiner größten Stars auf. Harlow wurde durch Auftritte in Feuerkopf und an der Seite von Clark Gable in Dschungel im Sturm innerhalb der nächsten Monate so populär, dass sie sogar den Skandal um den Selbstmord ihres Ehemannes Paul Bern unbeschadet überstehen konnte. MGM präsentierte Harlow in der Folgezeit zunehmend als Komödiantin und sie fand mit William Powell nicht nur den idealen Leinwandpartner, sondern auch einen neuen Mann an ihrer Seite im Privatleben.
1936 befanden sich die beiden Schauspieler auf dem Gipfel ihrer Popularität, als das Studio sie neben zwei weiteren Topstars, Myrna Loy und Spencer Tracy einsetzte. Alle Beteiligten hatten bereits miteinander gedreht und kannten sich daher auch persönlich gut. Harlow und Powell spielten in zwei vorherigen Filmen zusammen: Harlow und Loy waren Rivalinnen um die Liebe von Clark Gable in Seine Sekretärin, Loy und Tracy wirkten in Blutige Perlen nebeneinander. Harlow und Tracy waren gemeinsam in Riffraff vor die Kamera getreten, einem etwas verqueren Film, der die Liebesgeschichte der Helden einbettet in eine Geschichte über Gewerkschafter und wilde Streiks in einer Fischfabrik. Gleichzeitig markierte der Film für Harlow die Rückkehr zu dem Image aus den Anfängen ihrer Karriere: die etwas vulgäre, sehr sinnliche Frau, die sich lautstark mit ihrem Freund streitet und doch treu an seiner Seite steht. Die Handlung des Films kombiniert etliche Konstanten aus anderen Komödien der Zeit: eine reiche verwöhnte Erbin, Liebesgeplänkel in der High Society, Seitenhiebe auf die Sensationspresse und eine Frau zwischen zwei Männern. Bei Lustige Sünder wird das Thema sozusagen noch zu einem doppelten Dreieck erweitert, in dessen Mittelpunkt hier ausnahmsweise ein Mann – Bill Chandler – steht.
Eine später oft kopierte Einstellung zu Beginn des Films wurde besonders populär. Gladys und Bill heiraten zum Schein. Der Friedensrichter fordert jetzt die beiden Eheleute auf, sich zu küssen, was sie mit einem sehr, sehr kurzen Kuss auch tun. Gleich darauf fällt Gladys Dan, der als Trauzeuge fungierte, in die Arme und küsst ihn lange und mit zunehmender Leidenschaft. Bill lächelt etwas schief und meint dann entschuldigend zum ratlos dreinblickenden Standesbeamten:
Ein guter Freund der Familie.
Als sich Gladys und Dan danach noch heftiger küssen, meint Bill trocken:
Ein SEHR guter Freund.
Das Studio drehte 1946 mit dem populären Duo Esther Williams und Van Johnson in den Rollen von Powell und Loy ein Remake unter dem Titel Eine Falle für die Braut (Easy to Wed), bei dem Lucille Ball und Keenan Wynn die Rollen von Harlow und Tracy übernahmen.

## Kinoauswertung
Der Film kam Anfang Oktober 1936 in den nationalen Verleih. Die Herstellungskosten beliefen sich auf 603.000 US-Dollar, was dem Budget für eine A-Produktion bei MGM entsprach. An der Kinokasse wurde aus Lustige Sünder einer der erfolgreichsten Filme des Jahres. Er spielte in den USA 1.601.000 US-Dollar ein, zu denen weitere 1.122.000 US-Dollar von den Auslandsmärkten kamen. Ein kumuliertes Ergebnis von 2.723.000 US-Dollar brachte dem Studio am Ende einen sehr hohen Gewinn von 1.189.000 US-Dollar. In Deutschland lief der Film am 1. Oktober 1937 an.

## Auszeichnungen
Auf der Oscarverleihung 1937 erhielt der Film eine Nominierung in der Kategorie:
- Bester Film

## Synchronisation
Es existieren zwei deutsche Synchronfassungen. Die erste entstand bei der MGM Synchronabteilung, Berlin. Paul Mochmann schrieb das Dialogbuch und Theodor Haerten führte Regie. 1988 kam es im Auftrag der ARD zu einer erneuten Synchronisierung. Diese entstand bei der Interopa Film, Berlin. Jürgen Neu führte Dialogregie.
| Rolle              | Darsteller       | Synchronsprecher (1937) | Synchronsprecher (1988) |
| ------------------ | ---------------- | ----------------------- | ----------------------- |
| Gladys Benton      | Jean Harlow      | Tina Eilers             | Daniela Lohmeyer        |
| Bill Chandler      | William Powell   | Siegfried Schürenberg   | Ortwin Speer            |
| Connie Allenbury   | Myrna Loy        | ?                       | Monika Barth            |
| Dan Haggerty       | Spencer Tracy    | René Deltgen            | Horst Schön             |
| James B. Allenbury | Walter Connolly  | C. W. Burg              | Alf Marholm             |
| Hollis Bane        | Charley Grapewin | Erich Ponto             | Karl-Ulrich Meves       |
| Evans, Angellehrer | E. E. Clive      | Hubert von Meyerinck    | Peter Schiff            |
| Mrs. Burns-Norvell | Cora Witherspoon | ?                       | Christel Merian         |
| Babs Burns-Norvell | Bunny Beatty     | ?                       | Janina Richter          |

## Kritik
Der Film erhielt begeisterte Kritiken. So schrieb Frank S. Nugent am 31. Oktober 1936 in der New York Times:
[…] A sardonic comedy […], it takes several freedoms with the press, liberties with the statutes and jousts at justice—all in the merriest of moods. And offhand we can think of a dozen reasons why you should find it a thoroughly agreeable entertainment.The first four reasons are obvious, being Jean Harlow, Myrna Loy, William Powell and Spencer Tracy, who are just about as perfect a light-comedy foursome as you will encounter anywhere between the rockbound coast of Maine and the sun-kissed shores of California. […] and we are so pathetically grateful to Metro for restoring Miss Harlow to her proper metier that we could have forgiven even more serious lapses.
[…] Eine sardonische Komödie […], nimmt sich Freiheiten im Umgang mit der Presse und übertritt die Gesetze auf lustigste Art und Weise. Und dabei fallen uns noch ein Dutzend Gründe ein, warum man von dieser Art Unterhaltung begeistert sein muss. Die ersten vier Gründe sind klar: Jean Harlow, Myrna Loy, William Powell und Spencer Tracy, die das beste leichte Komödienquartett zwischen der Steinküste Maines und den sonnenbeschienenen Stränden Kaliforniens repräsentieren. […] und wir sind Metro so enorm dankbar, dass sie Miss Harlow in ihrem vormaligen Metier wieder einsetze, dass wir schlimmere Fehler hätten problemlos vergeben können.
Mit dem Abstand einiger Jahrzehnte schrieb der Filmdienst: „Perfekt inszenierte Screwball-Komödie, ausgezeichnet gespielt und voller turbulenter Verwicklungen, die in ein ebenso turbulentes Doppel-Happy-End münden.“